# Ludwig Casimir zu Sayn-Wittgenstein-Berleburg

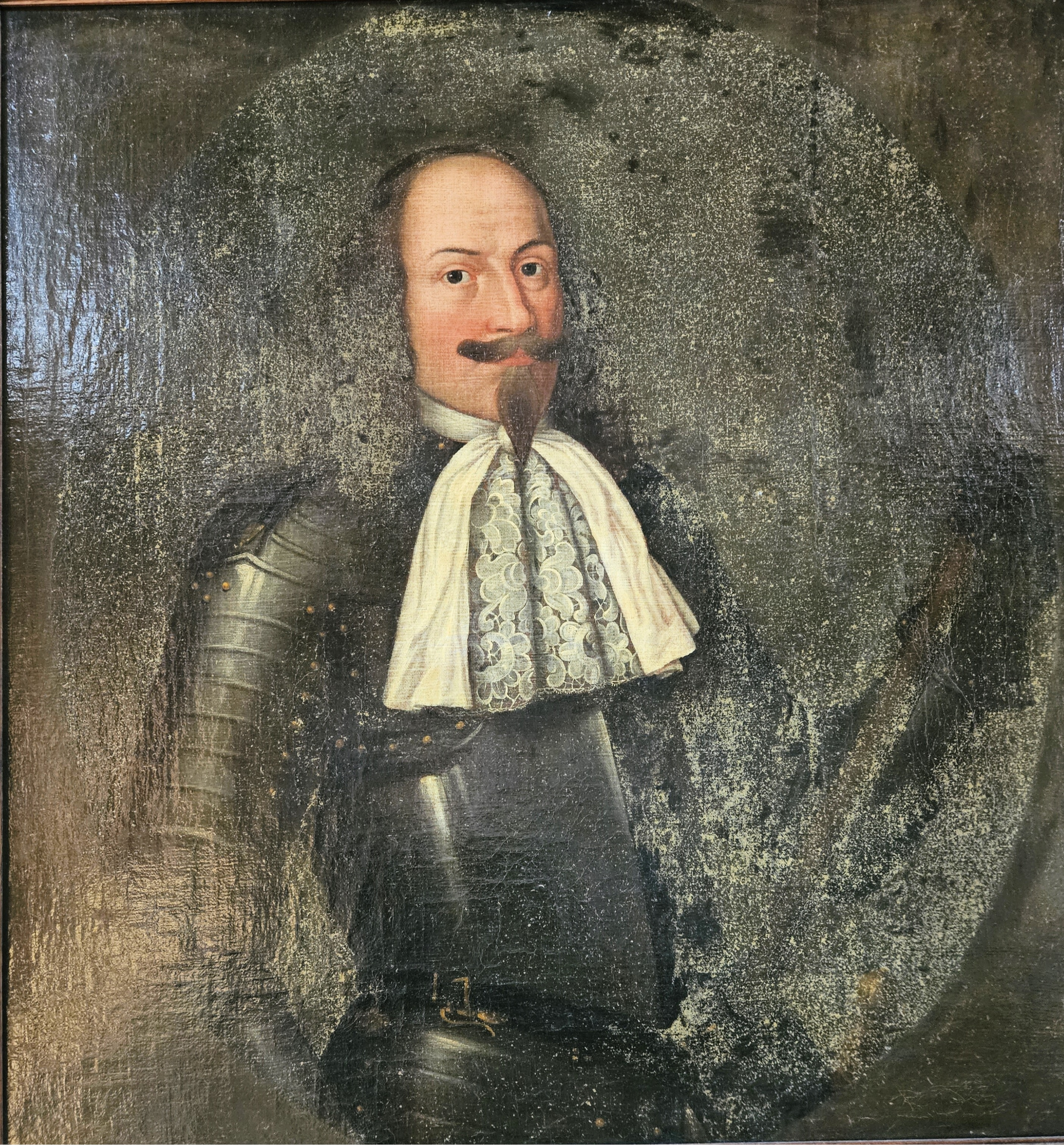
Graf Ludwig Casimir zu Sayn-Wittgenstein-Berleburg (1598–1643), unbek. Maler, ca. 1640, Provenienz: Schloss Berleburg.

Ludwig Casimir zu Sayn-Wittgenstein-Berleburg (* 20. April 1598 auf Schloss Berleburg; † 6. Juni 1643 in Wetter), ein Enkel Ludwig des Älteren, war von 1631 bis 1643 Regent der Grafschaft Sayn-Wittgenstein-Berleburg und wurde von marodierenden Soldaten erschossen.

## Leben
Ludwig Casimir war der zweitälteste Sohn von neun Kindern des regierenden Grafen Georg V. zu Sayn-Wittgenstein-Berleburg (1565–1631) und seiner ersten Frau Elisabeth (1572–1607), der Tochter des Grafen Albrecht von Nassau-Weilburg und seiner Ehefrau Anna geb. Gräfin von Nassau-Dillenburg. Da sein älterer Bruder Ludwig Albrecht bereits 1597 starb, wurde Ludwig Casimir zum Erbgrafen.
Ludwig Casimir und sein jüngerer Bruder Ernst (1599–1649) wurden vom Vater zum Studium nach Genf geschickt. Als in Genf die Pest ausbrach, hielten sich die beiden Brüder zusammen mit ihrem Prinzenbegleiter zunächst fast ein Jahr in Lausanne auf und zogen dann nach Genf. Mit dem Tode des Vaters am 16. Dezember 1631 trat Ludwig Casimir mit 33 Jahren die Regentschaft über die Nordgrafschaft an, aber sein Bruder Ernst machte ihm das Erbe des Vaters streitig. Ludwig Casimir gab 1635 teilweise nach und übertrug die Herrschaft Homburg im Dillenburger Vergleich an Graf Ernst, der somit eine eigene Dynastie Sayn-Wittgenstein-Homburg begründete. Über Ludwig Casimirs weiteren Lebensweg ist nur wenig bekannt, lediglich, dass er ein Opfer der unsicheren Zeiten im Dreißigjährigen Krieg wurde. Am 6. Juni 1643 hielt er sich zwischen Wetter und Cölbe auf, um mit dem in schwedischen Diensten stehenden Heerführer Hans Christoph von Königsmarck über Kontributionszahlungen zu verhandeln. Er wurde auf diesem Weg von marodierenden Soldaten, so genannten Schnapphähnen überfallen und durch zwei Schüsse schwer verwundet. Der Sterbende wurde noch nach Wetter gebracht, wo der 45-jährige Graf seinen Verletzungen erlag. Die genauen Hintergründe für den Überfall sind unklar; es steht lediglich zu vermuten, dass man ihn für einen schwedischen Reiter hielt, ihn töten und ausrauben wollte. Der Sachverhalt ist von dem Chronisten Eberhard Wassenberg bereits 1647 mit einigen Details in seinem Werk Der deutsche Florus erwähnt worden, allerdings bezeichnet Wassenberg das Mordopfer irrtümlich als Graf von Perleberg.

## Familie
Graf Ludwig Casimir heiratete am 26. August 1627 auf der zum Hause Nassau gehörigen Burg Schwalbach seine Cousine Elisabeth Juliane (* 27. März 1598; † 18. April 1682), eine Tochter des Grafen Wilhelm von Nassau-Weilburg und dessen Frau Erika, einer geb. Gräfin von Isenburg-Birstein.
Aus der Ehe gingen die beiden Söhne
- Georg Wilhelm (* 28. September 1636; † 6. Mai 1684) und
- Philipp Ludwig (* 24. September 1642; † 25. August 1664) hervor.

Die Witwe von Ludwig Casimir vermählte sich 1647 mit ihrem Schwager, Georg zu Sayn-Wittgenstein-Berleburg (* 25. Januar 1605; † 10. Dezember 1680).
Der erste Sohn Ludwig Casimirs, Georg Wilhelm wurde als Sechsjähriger Erbe seines Vaters. Er wurde zunächst unter Vormundschaft der Mutter Elisabeth Juliane, des Grafen Bernhard zu Sayn-Wittgenstein-Neumagen (1620–1675) und des Grafen Ludwig Henrich zu Nassau gestellt, bevor er anschließend die Regentschaft übernehmen konnte.